# 錢思亮
錢思亮（1908年2月10日—1983年9月15日），字惠疇，生於河南新野，籍貫浙江餘杭，化学家、教育家，美國伊利諾大學博士，曾擔任北京大学化學系系主任、西南聯合大學教授、國立臺灣大學化學系教授、系主任、第五任校長、輔仁大學教授、中央研究院評議會評議委員、院士、院長。

## 求學時期
1908年2月10日，錢思亮出生於河南省新野縣出生，其父錢鴻業出生杭州世家，曾為清朝監生，中華民國時期曾任大法官。錢思亮為家中獨子，因為腿疾，直到1918年才始就學，就讀北京第二十五初等小學三年級，1919年4月，改入天津私立第一小學，後又於9月改入北京高等師範學校附屬高等小學，1922年6月畢業。1922年9月進入天津南開中學，1927年6月畢業。
1927年考入清華大學化學系，1931年獲清華大學理學院學士學位，並以庚子賠款獎學金，與吳大猷、張茲闓一同赴美，進入伊利諾大學化學系。1932年獲伊大理學碩士。1934年以畢業論文《具有旋光性之雙輪基質變成不旋光體之速度》獲得哲學博士，並被推舉為Phi Beta Kappa名譽學會會員。

## 大陸時期
1934年8月返國後即獲聘為北京大學化學系教授授普通化學。1937年北平淪陷後，錢思亮隨北京大學轉赴長沙臨時大學，為工學院化工學系教授。1938年4月再至昆明西南聯大擔任化學系教授，授有機化學。1940年錢思亮父親錢鴻業在上海遇刺身亡，錢思亮回滬奔喪後無法再返昆明，便於上海化學藥物研究所擔任研究員，1945年8月，二戰結束，任經濟部化學工業處處長。至1946年又回到北大擔任化學系教授兼系主任。

## 國立臺灣大學時期
1948年因為戰亂，政府派專機將錢思亮及其家人由北平接往南京，隨即被臺灣大學校長傅斯年邀請任教而再遷至臺灣，1949年1月20日傅斯年就任臺大校長，延聘錢思亮為化學系教授及教務長，一度代理理學院院長，並於1950年11月代表臺大赴巴黎出席國際大學校長會議，促成與美哥倫比亞大學合作，派二位醫學教授來台改良臺大醫學教育。1950年12月20日傅斯年辭世，1951年2月由胡適推薦，行政院會議決議，任錢思亮接任校長一職。

### 貢獻
錢思亮在任內完成了台灣的大學聯招制度，替台灣高等教育選才奠定良好基礎。在台大20年校長任內，錢思亮在在台之北大教授學者們支持下和北大学风的基礎上持續發展，開創了光復後台灣大學在台的龍頭地位，也是台大師生最懷念的校長之一。

## 中央研究院
錢思亮1964年獲選中央研究院數理組院士，1970年於台大校長任內，獲即將接任行政院長的蔣經國屬意，並經總統蔣中正核定接任王世為中央研究院第5任院長，1983年於院長任內辭世，之間主持過7次中研院院士會議。
錢思亮在中研院院長任內設立美國文化研究所、三民主義研究所、地球科學研究所、生物化學研究所及資訊科學研究所，並增設生物醫學、統計學、原子與分子科學三研究所及分子生物學綜合研究室四個籌備處，對中研院後續發展貢獻良多。
1971年起錢思亮也擔任行政院原子能委員會主委，至1981年。
錢思亮有三個兒子，錢純、錢煦及錢復，在各個領域均有不錯的表現。錢煦曾經在1974年被提名為院士，但錢思亮考量院士為社會名器、名額有限，因此四處反拉票，錢煦因而落選，但1976年又被提名並順利當選，父子同任院士，一時傳為佳話。

## 紀念

### 臺灣大學思亮館
1. 為紀念錢思亮先生的貢獻，臺灣大學將理學院綜合實驗大樓命名為思亮館。[3]思亮館

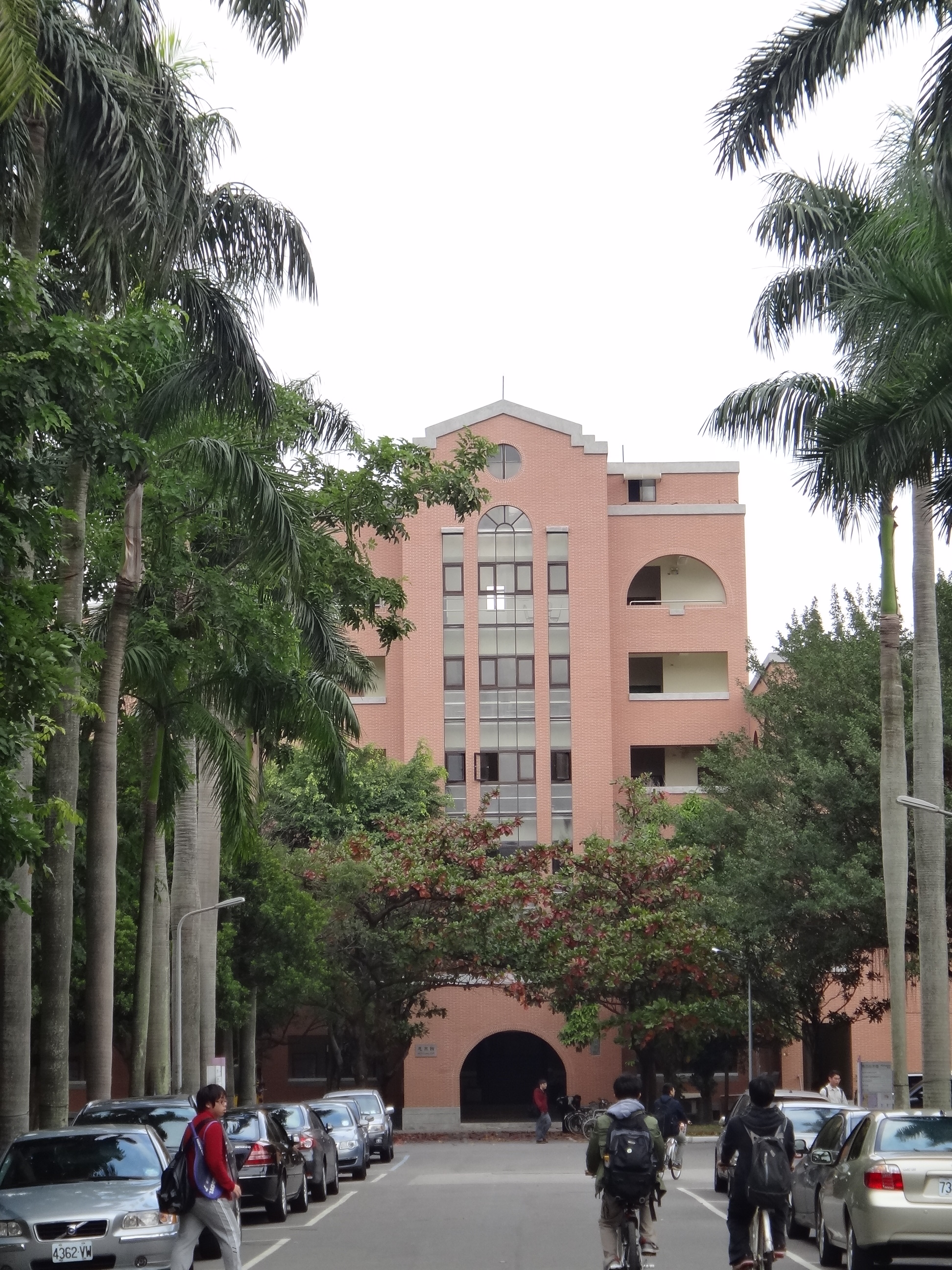
思亮館

  - 位置：小椰林道底端，緊鄰女生第九宿舍、醉月湖。
  - 興建年份：1982年
  - 命名年份：1984年6月[4][5]
  - 建築構造：
    - 思亮館正面的左側與思亮館國際會議廳連結呈現L型。
    - 思亮館總共有六樓與地下一樓
    - 思亮館國際會議廳僅有一層樓，建築的兩側為圓弧形設計

  - 用途：
    - 主要提供各種實驗場所，如：物化、普化、普動以及普生等等。
    - 六樓原本有錢校長思亮先生的紀念室，現已移到校史館。
    - 左側思亮館國際會議廳提供各種國際會議場所，舉辦多項活動、研討會及講座，並可供接待貴賓使用。[6][7]

  - 注意事件：2006年3月2日中午，曾有男子暴露下體騷擾女學生。[8]

### 錢思亮紀念館
為了紀念錢先生對中研院的貢獻，中研院化學研究所研究大樓因此命名為「錢思亮紀念館」。

### DVD
2009年7月1日，臺大出版中心出版紀念錢思亮的DVD《翦翦清風拂椰林·沉默磐石錢思亮（無書，附DVD）》。